# Max Odoy
Max Odoy (ur. 26 czerwca 1886 w Hucie Laura, zm. 8 stycznia 1976 w Limeshain) – niemiecki malarz, grafik i ilustrator książek.

## Życiorys
Urodził się 26 czerwca 1886 roku w Hucie Laura (późniejsza część Siemianowic Śląskich). Studiował w Królewskiej Szkole Sztuki i Rzemiosła (od 1911 roku Państwowa Akademia Sztuki i Rzemiosła Artystycznego) we Wrocławiu u Arnolda Buscha i Eduarda Kaempffera. Pracował jako nauczyciel rysunku.
W 1908 roku zorganizował w Katowicach pierwszą indywidualną wystawę swoich prac impresjonistycznych i studiów. Od początku lat 20. XX wieku eksperymentował na pograniczu ekspresjonizmu i Nowej Rzeczowości. Malował pejzaże i portrety, a także ilustracje do książek, w tym do dzieł Paula Kellera i Hermanna Stehra. Jego dzieła były bądź są prezentowane m.in. w: Muzeum w Gliwicach, Haus Schlesien w Königswinter czy Muzeum Śląskim w Görlitz.
Był współzałożycielem Towarzystwa Sztuk Pięknych na Górnym Śląsku i członkiem Grupy 1922.
Zmarł 8 stycznia 1976 roku w Limeshain.